# Fossarulus
Fossarulus is een geslacht van uitgestorven weekdieren uit de klasse van de Gastropoda (slakken).

## Soorten
- Fossarulus armillatus Brusina, 1876 †
- Fossarulus auritus Brusina, 1897 †
- Fossarulus crossei Brusina, 1878 †
- Fossarulus eginae Brusina, 1897 †
- Fossarulus hoernesi Brusina, 1897 †
- Fossarulus mariae Pavlović, 1935 †
- Fossarulus milessii Papp, 1979 †
- Fossarulus moniliferus Brusina, 1876 †
- Fossarulus praeponticus Milošević, 1972 †
- Fossarulus pullus Brusina, 1874 †
- Fossarulus srbici Milošević, 1972 †
- Fossarulus stachei Neumayr, 1869 †
- Fossarulus tetracarinatus Pavlović, 1903 †
- Fossarulus tricarinatus Brusina, 1870 †